# Jevgeni Vinogradov
Jevgeni Vinogradov (Oekraïens: Євген Виноградов) (30 april 1984) is een Oekraïense atleet, die gespecialiseerd is in het kogelslingeren.

## Loopbaan
In 2003 behaalde Vinogradov met 69,89 m een zevende plaats op de wereldkampioenschappen voor junioren. 
Op 30 september 2009 maakte de Oekraïense atletiekbond bekend, dat Vinogradov voor twee jaar was geschorst wegens het gebruik van doping. Hij testte in juli positief op het gebruik van het verboden middel nandrolon bij een out-of-competition controle.

## Persoonlijk record
| Onderdeel      | Prestatie | Datum       | Plaats |
| -------------- | --------- | ----------- | ------ |
| kogelslingeren | 80,58 m   | 2 juli 2008 | Kiev   |

## Palmares

### kogelslingeren
- 2003: 7e WJK - 68,89 m